# سياه سياه (مقاطعة غيلانغرب)
سياه‌سياه (بالفارسية: سیاه‌سیاه) هي قرية تقع في قسم ويجنان الريفي في إيران. يقدر عدد سكانها بـ 49 نسمة .